# Langwathby
Langwathby è un villaggio e parrocchia civile dell'Inghilterra, appartenente alla contea della Cumbria.
| Controllo di autorità | VIAF (EN) 137457951 · LCCN (EN) nb2005010370 · J9U (EN, HE) 987007491818405171 |